# Redmi

Logo der Marke Redmi

Redmi ist eine Untermarke des chinesischen Elektronikherstellers Xiaomi. Während die Hauptmarke Xiaomi eher für Premium-Modelle bekannt ist, steht Redmi für Smartphones der  Einsteiger- und Mittelklasse.
2013 wurde Redmi (ursprünglich „Hongmi“) als Budget-Smartphonelinie veröffentlicht. Der Name setzt sich aus den beiden Bestandteilen „Red“ für Leidenschaft und „Mi“, der Kernmarke, die für „mobiles Internet“ steht, zusammen.
2019 wurde Redmi zur eigenen Untermarke von Xiaomi. Gegründet wurde Redmi in China. Mittlerweile expandiert die Marke aber international sehr stark und bedient viele Märkte in Europa und Asien. Zwar ist die Marke eigenständig, allerdings profitiert Redmi doch an vielen Stellen von dem Mutterkonzern Xiaomi, z. B. in den Bereichen Entwicklung und Produktion.
Es gibt vier wesentliche Modellreihen:
- Redmi A – Sehr günstige, einfache Smartphones[3] (seit 2022[4])
- Redmi – Smartphones der Einsteigerklasse
- Redmi Note – Smartphones mit höheren Ansprüchen
- Redmi K – Smartphones in Richtung High-End-Bereich[3]

## Redmi-Reihe

### Redmi Pro
Das Xiaomi Redmi Pro wurde im Juli 2016 vorgestellt und ist das erste Smartphone der Redmi Pro-Serie. Es besitzt je nach Variante entweder einen Helio X20 oder X25 Prozessor mit 10 Kernen von MediaTek, immer ein 5,5 Zoll Full HD OLED-Display und eine Dual-Kamera. Verbaut sind zudem entweder 3 oder 4 Gigabyte Arbeitsspeicher und 32 GB, 64 GB oder 128 GB an internem Speicher. Vorinstalliert ist die MIUI in der Version 8. Der Lithium-Ionen-Akkumulator des Redmi Pros ist 4050 mAh groß.

### Redmi 4 Prime
Das Xiaomi Redmi 4 Prime wurde im November 2016 veröffentlicht. Im Smartphone ist ein Qualcomm-Snapdragon-625-Prozessor verbaut, der 8 Kerne mit jeweils 2 GHz besitzt. Dieser wird von einer Adreno-506-Grafikeinheit unterstützt. Die Displaygröße beträgt 5 Zoll und besitzt eine Auflösung von 1920 × 1080 (Full HD, 441 ppi). Das Redmi 4 Prime besitzt 3 GB Arbeitsspeicher und 32 GB internen Speicher. Der Akku hat 4000 mAh. Das letzte verfügbare Android ist die Version 6.

### Redmi 4X
Das Xiaomi Redmi 4X, vorgestellt im Mai 2017, ist mit einem Qualcomm Snapdragon 435 Prozessor ausgestattet, der mit 8 Kernen à 1,4 GHz taktet. Zusätzlich ist eine Adreno-505-Grafikeinheit verbaut. Ausgeliefert wird das Redmi 4X in drei Versionen, eine mit 16 GB ROM und 2 GB RAM, eine mit 32 GB ROM und 3 GB RAM und eine mit 64 GB ROM und 4 GB RAM. Das 5 Zoll große IPS Display besitzt eine Auflösung von 720 × 1280 (~294 ppi). Das Redmi 4X hat offizielle LineageOS-Unterstützung.

### Redmi Note 6 Pro
Das Redmi Note 6 Pro wurde im Oktober 2018 veröffentlicht. Es wird zu Beginn mit dem Betriebssystem Android 8.1 ausgeliefert.

### Redmi Note 7
Das Redmi Note 7 ist ein Android Smartphone mit der hauseigenen MIUI Firmware und dem Snapdragon 660 SOC. Es wurde im Februar 2019 veröffentlicht.

### Redmi 7
Das Smartphone wurde im März 2019 veröffentlicht. Es richtet sich an die Einsteiger und wird mit dem Snapdragon 632 SOC angetrieben.

### Redmi Note 8 Pro
Das Redmi Note 8 Pro wurde im September 2019 veröffentlicht. Es besitzt eine Hauptkamera mit 64 Megapixel, eine 8 Megapixel Weitwinkelkamera und eine 2 Megapixel Makrokamera. Das Smartphone wird von einem MediaTek Helio G90T SOC und je nach Ausstattung mit 6 oder 8 Gigabyte RAM betrieben. Außerdem verfügt das Smartphone über NFC, 18 Watt Schnellladen, 4500 mAh Akku und je nach Ausstattung 64 oder 128 Gigabyte Speicher.

### Redmi 8
Das Smartphone ist ein Einsteigermodell, das im Oktober 2019 veröffentlicht wurde. Es ist mit einem 6,22 Zoll großen LC-Display mit einer Auflösung von 1520x720 Pixeln ausgestattet. Als SoC dient hier der Qualcomm Snapdragon 439, der wahlweise über 3 Gigabyte Arbeitsspeicher und 32 Gigabyte Speicher oder 4 Gigabyte Arbeitsspeicher und 64 Gigabyte Speicher verfügt.

### Redmi Note 8
Das Redmi Note 8 wurde im Oktober 2019 veröffentlicht. Es besitzt eine 48 Megapixel Hauptkamera und einen Snapdragon 665 SOC.

### Redmi Note 8T
Einen Monat später, im November 2019, folgt das Redmi Note 8T. Es besitzt eine leicht verbesserte Ausstattung gegenüber dem Redmi Note 8, der Hauptunterschied ist NFC.

### Redmi Note 9S
Das Xiaomi Redmi 9S wurde im April 2020 veröffentlicht. Es besitzt eine 48 Megapixel Hauptkamera, eine 8 Megapixel Weitwinkelkamera, eine 5 Megapixel Makrokamera und einen 2 Megapixel Tiefensensor. Das Smartphone wird von dem Snapdragon 720G SOC und je nach Ausstattung mit 4 oder 6 Gigabyte RAM betrieben. Es verfügt über einen 5020 mAh großen Akku und je nach Ausstattung 64 oder 128 Gigabyte Speicher.

### Redmi Note 9 Pro
Das Redmi Note 9 Pro wurde im Mai 2020 veröffentlicht. Es verfügt über ein 6,67 Zoll großes LC-Display mit einer Auflösung von 2400x1080 Pixeln. Als SOC kommt hier der Qualcomm Snapdragon 720G zum Einsatz. Das Gerät verfügt über einen 5020 mAh großen Akku, der mit 30 Watt schnellgeladen wird. Als Kamera dient hier eine 64-MP-Hauptkamera, eine 8-MP-Weitwinkelkamera, eine 5-MP-Makrokamera und eine 2-MP-Tiefenschärfekamera. Beide Geräte haben 6 Gigabyte Arbeitsspeicher und verfügen je nach Ausstattung über 64 oder 128 Gigabyte Speicher.

### Redmi 9
Das Xiaomi Redmi 9 ist ein Einsteigermodell, das im Juni 2020 veröffentlicht wurde. Es wird vom Mediatek Helio G80 SOC angetrieben. In Indien wurde das Gerät unter dem Namen Poco M2 vorgestellt. Das Gerät hat eine FHD+-Displayauflösung von 2340x1080 Pixeln. Die Stärken des Gerätes sind die Möglichkeit der Speichererweiterung mittels microSD-Karte, ein 5020 mAh großer Akku, der mit 18 Watt schnellgeladen wird und je nach Ausstattung über 3 bis 4 Gigabyte Arbeitsspeicher und 64 Gigabyte Speicher.

### Redmi Note 10
Das Redmi Note 10 ist ein Smartphone der Einsteigerklasse und hatte seinen Marktstart im März 2021. Es hat ein 6,43 Zoll großes Amoled Display und wiegt 179 Gramm. Die Kamera ist eine 48-MP-Quad-Kamera und der Akku verfügt über eine Gesamtkapazität von 5000 mAh. Im Inneren taktet ein Prozessor von Qualcomm, nämlich der Snapdragon 678. Das Redmi 10 gibt es einerseits mit 4 GB Arbeitsspeicher und 64 GB Flash-Speicher, aber auch mit 6 GB Arbeitsspeicher und 128 GB Flash-Speicher. Der Speicher lässt sich mittels SD-Karte erweitern.

### Redmi Note 10 Pro
Das Redmi Note 10 Pro ist seit März 2021 erhältlich. Das Handy hat ein 6,67 Zoll großes 120 Hz Amoled Display und wiegt 193 Gramm. Die Kamera ist eine 108-MP-Quad-Kamera mit Weitwinkel. Der Akku verfügt über eine Kapazität von 5020mAh. Der Prozessor ist der Snapdragon 732G von Qualcomm. Das Redmi Note 10 Pro ist mit mehreren Speichervarianten verfügbar: Mit 6 oder 8 GB Arbeitsspeicher und 64 oder 128 GB Flash-Speicher. Des Weiteren ist ein NFC-Chip verbaut. Der Speicher lässt sich durch eine SD-Karte erweitern.

### Redmi Note 10S
Das Redmi Note 10s ist seit Mai 2021 verfügbar. Es ist dem normalen Redmi 10 sehr ähnlich und wiegt ebenfalls 179 Gramm. Es hat dasselbe 6,43 Zoll große Amoled Display und dieselbe Akkukapazität von 5000mAh. Ebenso wurde es im März 2021 vorgestellt. Anders ist es beim Prozessor, hier ist der MediaTek Helio G95 verbaut. Es gibt mehrere Speichervarianten, einmal 6 GB Arbeitsspeicher und 64 GB Flash-Speicher, dann 6 GB Arbeitsspeicher und 128 GB Flash-Speicher und noch eine Variante mit 8 GB Arbeitsspeicher und 128 GB Flash-Speicher. Die Kamera ist eine 64-MP-Quad-Kamera. Mit dabei ist ein NFC-Chip und eine Speichererweiterung durch eine SD-Karte ist auch möglich.

### Redmi 10
Das Redmi 10 ist ein Smartphone der Mittelklasse, das im Oktober 2021 veröffentlicht wurde. Es hat ein 6,5 Zoll großes 90 Hz FHD+ Display und wiegt 181 Gramm. Die Hauptkamera hat vier Sensoren, davon besitzt der Hauptsensor 50 Megapixel. Der Akku misst eine Kapazität von 5000 mAh, der verbaute Prozessor ist ein MediaTek Helio G88. Dazu kommen 4 GB Arbeitsspeicher und 64 GB Flash-Speicher. Das Gerät verfügt über eine USB Type-C Schnittstelle, außerdem ist ein Dual-SIM Betrieb und eine Speichererweiterung möglich, außerdem ist ein NFC-Chip mit an Bord.

### Redmi Note 11
Zu kaufen ist das Redmi Note 11 seit Januar 2022. Das Gerät verfügt über ein 6,43 Zoll großes 90HZ Amoled Display und wiegt 179 Gramm. Die Hauptkamera besitzt eine Auflösung von 50 MP, die Frontkamera eine von 13 MP, während der Akku eine Kapazität von 5000 mAh verfügt. Der Prozessor ist ein Snapdragon 680 von Qualcomm. Das Redmi Note 11 ist mit mehreren Speichervarianten verfügbar: Mit 4 GB Arbeitsspeicher und 64 oder 128 GB Flash-Speicher, oder 6 GB Arbeitsspeicher und 128 GB Flash-Speicher. Des Weiteren ist ein NFC-Chip verbaut und der Speicher lässt sich durch eine SD-Karte erweitern.

### Redmi Note 11S
Das Redmi Note 11S ist seit Januar 2022 erhältlich. Es hat ein 6,43 Zoll großes 90-Hz-AMOLED-Display und ein Gewicht von 179 Gramm. Es verfügt über eine 108MP Quad-Kamera, der Akku misst eine Gesamtkapazität von 5000 mAh. Im Inneren taktet der Prozessor Helio G96 von MediaTek. Das Redmi Note 11s ist mit mehreren Speichervarianten verfügbar, nämlich mit 6 GB Arbeitsspeicher und 64 oder 128 GB Flash-Speicher. Des Weiteren ist ein NFC-Chip verbaut und der Speicher lässt sich durch eine SD-Karte erweitern.

### Redmi Note 11 Pro
Das Redmi Note 11 Pro ist seit Januar 2022 erhältlich. Das Smartphone hat ein 6,67 Zoll großes 120 Hz AMOLED-Display und wiegt 202 Gramm. Die Hauptkamera verfügt über eine Auflösung von 108 MP, die Selfiekamera verfügt über 16 MP, während der Akku eine Kapazität von 5000 mAh misst. Der Prozessor ist ein MediaTek Helio G96. Das Redmi Note 11 Pro ist mit mehreren Speichervarianten verfügbar, nämlich mit 6 GB Arbeitsspeicher und 64 GB oder 128 GB Flash-Speicher, oder mit 8 GB Arbeitsspeicher und 128 GB Arbeitsspeicher. Im Gerät ist außerdem ein NFC-Chip verbaut, auch lässt sich der Speicher mittels SD-Karte auf 1 TB Kapazität erweitern.

### Redmi Note 11 Pro 5G
Das Redmi Note 11 Pro 5G ist seit Januar 2022 erhältlich. Das Smartphone hat ein 6,67 Zoll großes 120 Hz AMOLED-Display und wiegt 202 Gramm. Die Hauptkamera verfügt über eine Auflösung von 108 MP, die Selfiekamera verfügt über 16 MP, während der Akku eine Kapazität von 5000 mAh misst. Der Prozessor ist ein Snapdragon 695 von Qualcomm. Das Redmi Note 11 Pro 5G ist in mehreren Speicherausführungen zu erwerben, nämlich wahlweise mit 6 GB oder 8 GB Arbeitsspeicher und 64 GB respektive 128 GB Flash-Speicher. Im Gerät ist außerdem ein NFC-Chip verbaut, auch lässt sich der Speicher mittels SD-Karte erweitern. Das Gerät verfügt über den neuesten Mobilfunkstandard 5G.

### Redmi Note 11 Pro+ 5G
Das Redmi Note 11 Pro+ 5G ist seit April 2022 erhältlich. Das Smartphone hat ein 6,67 Zoll großes 120 Hz AMOLED-Display und wiegt 204 Gramm. Die Hauptkamera verfügt über eine Auflösung von 108 MP, die Selfiekamera verfügt über 16 MP, während der Akku eine Kapazität von 4500 mAh misst. Der Prozessor ist ein MediaTek Dimensity 920. Das Redmi Note 11 Pro+ 5G ist in mehreren Speicherausführungen zu erwerben, nämlich mit 6 GB Arbeitsspeicher und 64 GB oder 128 GB Flash-Speicher, oder mit 8 GB Arbeitsspeicher und 256 GB Flashspeicher. Einige Besonderheiten des Geräts sind der NFC-Chip, 120 Watt-Hypercharging oder auch die von JBL verbauten Lautsprecher.

### Redmi Note 11S 5G
Das Redmi Note 11S 5G ist seit Juni 2022 erhältlich. Es hat ein 6,6 Zoll großes 90-Hz-LC-Display und ein Gewicht von 195 Gramm. Es verfügt über eine 50-MP-Triple-Kamera, der Akku misst eine Gesamtkapazität von 5000mAh. Im Inneren taktet der Prozessor Dimensity 810 von MediaTek. Das Redmi Note 11s 5G ist mit 6 GB Arbeitsspeicher und 128 GB Flash-Speicher verfügbar. Des Weiteren ist ein NFC-Chip verbaut und der Speicher lässt sich durch eine SD-Karte erweitern.